# Jan Dhondt
Jan Dhondt (Gentbrugge, 20 januari 1915 - Beiroet, 20 augustus 1972) was een Belgisch historicus en hoogleraar aan de Rijksuniversiteit Gent.

## Biografie
Na de lagere school in Ledeberg liep hij school aan de rijksmiddelbare school en vervolgens in het atheneum van Gent. Op 16-jarige leeftijd kreeg hij een aanval van tuberculose. Dit tekende hem sterk en maakte dat hij van mening werd dat hem slechts een kort leven was beschoren. Zijn enorme werkkracht, ambitie en dadendrang waren er ongetwijfeld een gevolg van.
In 1933 schreef hij zich in aan de Rijksuniversiteit Gent en volgde er de lessen van onder meer François Louis Ganshof, Hans Van Werveke en Hubert van Houtte. In 1937 behaalde hij het diploma van licentiaat in geschiedenis en nog in hetzelfde jaar slaagde hij in het examen van kandidaat archivaris-paleograaf aan het Algemeen Rijksarchief in Brussel. Dhondt had ook in Parijs gestudeerd en in 1938 diende hij zijn doctoraatsthesis in, gewijd aan Henri Ier, roi de France, met prof. Ganshof als promotor. Hij werd hiermee de tweede die een doctoraat geschiedenis (nieuwe stijl) behaalde aan de Gentse universiteit.
In 1939 werd Dhondt laureaat van de interuniversitaire wedstrijd en van de wedstrijd voor beurzen. Van 1939 tot 1942 was hij aspirant bij het Nationaal Fonds voor Wetenschappelijk Onderzoek. Van 1942 tot 1945 was hij archivaris bij het Rijksarchief in Gent.
Vanaf 1944 was hij verbonden aan de Rijksuniversiteit Gent waar hij, na de Bevrijding een paar cursussen overnam van de onbeschikbare Egied Strubbe. In 1945 werd hij tot docent hedendaagse geschiedenis benoemd en in 1948 tot gewoon hoogleraar.
Van 1962 tot 1970 combineerde Dhondt zijn academische bezigheden in België met het ambt van gastprofessor en van 1963 tot 1966 ook rector aan de universiteit van Lubumbashi in Belgisch-Congo.
Hij overleed onverwacht aan een hartaanval toen hij uit een vliegtuig stapte op de luchthaven van Beiroet en hij werd in die stad begraven.

## Hedendaagse geschiedenis
Wanneer Dhondt benoemd werd, was de hedendaagse of nieuwste geschiedenis in de Gentse universiteit ongeveer onbestaande. Hijzelf was als mediëvist opgeleid en kreeg de taak een departement op te richten in een discipline die hem nauwelijks bekend was, maar waarvoor men niemand anders bij de hand had.
Op weinige jaren tijd bracht hij een volwaardig departement tot leven, met een bibliotheek, vaste onderzoekers en een seminarie voor nieuwste geschiedenis. Hij werd hierin bijgestaan door enthousiaste oud-studenten die hij had opgeleid. Krantenreeksen, gedrukte bronnen en parlementaire documenten werden verzameld, geïnventariseerd en uitgegeven. In zijn Bulletin critique d'histoire de Belgique vond hij een uitgelezen spreekbuis om zijn opvattingen over geschiedenis uit te dragen en schuwde hierbij de polemiek niet met vakgenoten die er een andere mening konden op nahouden. Deze kroniek verscheen eerst in de Revue du Nord en vanaf 1967 zelfstandig.
Samen met collega's uit andere universiteiten richtte Dhondt in 1955 het Interuniversitair Centrum voor Hedendaagse Geschiedenis op en in 1969 stichtte hij, samen met Jan Craeybeckx van de Vrije Universiteit Brussel, het tweetalige Belgisch Tijdschrift voor Nieuwste Geschiedenis.

### Maatschappelijke betrokkenheid
Dhondt stamde uit een vrijzinnig liberaal milieu. Hij werd al vroeg aangetrokken door linkse ideeën.
Na zich geïnteresseerd te hebben voor Nietzsche, bekeerde hij zich in 1936 tot het revolutionair marxisme, waar hij een persoonlijke onorthodoxe invulling aan gaf. Tijdens de Tweede Wereldoorlog werd hij lid van het Onafhankelijkheidsfront en na de Bevrijding werd hij lid en gedurende enkele maanden militant van de Belgische Kommunistische Partij. Enkele jaren later nam hij actief deel aan activiteiten van de Belgische Socialistische Partij, onder meer aan de studiedagen die de partij organiseerde in Klemskerke en aan het maandblad Socialistische Standpunten. Hij bleef dit op onafhankelijke wijze doen en trad nooit toe tot de raderwerken die de partij bestuurden.

## Publicaties (selectie)
- Études sur la naissance des principautés territoriales en France, IXe-Xe siècle, Brugge, De Tempel, 1948. Prix Gobert de l'Académie des Inscriptions et Belles Lettres.
- Henri Pirenne. Historien des institutions urbaines, 1966
- Histoire de Belgique, Que sais-je, Parijs, PUF, 1968.
- Das frühe Mittelalter, Fischer Weltgeschichte, Frankfurt am Main, 1968.
- Geschiedkundige opstellen, Antwerpen, Uitgeverij Ontwikkeling Antwerpen, 1963. Hierin een aantal artikels (sommige vertaald uit het Frans) voordien gepubliceerd:
  - 'De periodisering van de geschiedenis', in Geschiedenis in het Onderwijs 4, nr. 26, 322-330.
  - 'Rationalisme en bijgeloof in de 12e eeuw: Galbert van Brugge', in Revue du Nord, 1957.
  - 'Groepsvorming in de verre middeleeuwen. Vlaanderen in 1127-28, een maatschappij die van uitzicht verandert', in Annales, Economies, Sociétés, Civilisations, 1957, 529-560.
  - 'Stedelijke groei in het Scheldegebied en bij de zee', in Catalogus Stedelijke Kunstschatten, Brussel, 1960.
  - 'De opkomst van de Gentse katoennijverheid', in Revue d'histoire moderne et contemporaine, 1955, 233-279.
  - 'De opkomst van een arbeidersstand. Gent in de Franse tijd', in Revue du Nord, 1954, 324-390.
  - 'Men schreef 1848', in Nieuw Vlaams Tijdschrift 4, 1949, 428-444.
  - 'Het jaar 1860', in Bulletin van het Gemeentekrediet van België, 1960, 187-200.
  - 'Parlementaire werking en agitatie in onze eigen hedendaagse geschiedenis', in De Vlaamse Gids, 1954.
- Geschiedenis van de socialistische arbeidersbeweging in België (als directeur), Antwerpen, Uitgeverij Ontwikkeling Antwerpen, 1960-1967.

## Professor Jan Dhondtprijs
Na de onverwachte dood van Jan Dhondt werd ter zijner nagedachtenis door de vereniging Oud-studenten Geschiedenis Universiteit Gent een jaarlijkse 'Professor Jan Dhondtprijs' uitgereikt. Hij bekroont de beste lespraktijk in de Lerarenopleiding geschiedenis van de UGent.
Onder de laureaten treft men aan:
- 1971 (uitgereikt in 1972): Wouter Steenhaut (1970)
- 1973: Marc Van Peel (1971)
- 1984: Bruno De Wever (1983)
- 1988: Sigrid Spruyt (1987)